# Comités ministériels sectoriels et de groupes
Les Comités ministériels sectoriels et de groupes (CMSG) sont une institution de la Communauté de développement d'Afrique australe créée par l'article 12 de son traité fondateur,.

## Historique

### Comité des ministres intégré (2001-2008)
Initialement appelé Comité des ministres intégré (CMI), la composition du CMI était clairement indiquée dans le traité : deux ministres de chaque État membre. Ses fonctions ont été développées par une décision prise hors du traité : la décision du Sommet des 25 et 26 août 2003 à Dar es Salam en Tanzanie. Celle-ci dispose que le CMI :
- devait se réunir sous sa forme intégrée au niveau des ministres et officiels ;
- devait se réunir sous sa forme de groupement selon la définition de la composition des directions.
- devait se réunir en mai, chaque année, pour tenir trois sessions au niveau intégré.

Le Secrétariat a notamment réfléchi à la façon d'améliorer la définition des fonctions du CMI, en particulier des éléments qu'il pouvait décider et des éléments à renvoyer au Conseil des ministres.
Les règles et procédures du CMI furent adoptées le 5 mars 2003. Cependant, M. Nyathi indique que le contenu de ces règles n'est pas disponible et qu'il est incertain qu'elles furent transmises au CMSG.

### Depuis 2008
Le CMI fut remplacé par le CMSG par l'accord amendant le traité instituant la CDAA du 17 août 2008, conclu par le Sommet à Johannesburg.

## Organisation

### Composition
Alors que le CMI était composé de deux ministres par État membre, le CMSG est composé de « ministres des États membres », levant ainsi la limite de deux.
Il est présidé par l'État président le Sommet.

### Fonctionnement
Les décisions sont prises par consensus.

### Compétences
Les CMSG sont compétents en matière de :
- supervision des principaux éléments d'intégration dont : le commerce, l'industrie, la finance, l'investissement, les infrastructures et services, l'alimentation et l'agriculture, les ressources naturelles et l'environnement, l'aspect social et certains programmes spéciaux (VIH et SIDA, travail, genre, etc.).
- le contrôle du plan stratégique indicatif de développement régional.
- la proposition de conseil sur les politiques au CoM.
- la création de comités ad hoc ou permanent si nécessaire.

Les compétences du CMSG sont plus limitées dans leur portée que celles du CMI.

## Sources